# Пикина, Валентина Фёдоровна
Валентина Фёдоровна Пикина (1908, Санкт-Петербург — 21 апреля 1996, Москва, Россия) — советский хозяйственный, государственный и политический деятель.

## Биография
Родилась в 1908 году в Санкт-Петербурге. Член ВКП(б) с 1930 года.
С 1924 года — на хозяйственной, общественной и политической работе. В 1924—1938 гг. — заместитель секретаря комитета РЛКСМ завода «Севкабель», заведующая Отделом кадров Василеостровского райкома, Ленинградского областного комитета ВЛКСМ, директор учебно-строительного комбината, начальник Отдела подготовки кадров Ленинградского городского управления местной промышленности, секретарь Ленинградского областного комитета ВЛКСМ, секретарь ЦК ВЛКСМ.
Репрессирована, осуждена к 8-ми годам лишения свободы, отбывала наказание в Тёмниковском исправительно-трудовом лагере НКВД, на поселении в Красноярском крае.
В 1956—1984 годах — член Комитета партийного контроля при ЦК КПСС. В 1975 году в качестве члена Комитета партийного контроля принимала участие в рассмотрении дела О. Р. Лациса.
Избиралась депутатом Верховного Совета СССР 1-го созыва.
Умерла в Москве в 1996 году. Похоронена на Головинском кладбище.